# Viborgs stift 1924–1945
Viborgs stift återuppstod i Finland under mellankrigstiden. 1924 flyttades biskopssätet i Nyslotts stift till Viborg, efter vilken ort stiftet benämndes. Det försvann med förlusten av Viborg under fortsättningskriget 1944, officiellt 1945 då S:t Michels stift uppstod och biskopsstolen flyttades till S:t Michel. Under denna tjugoåriga epok hann tre biskopar verka i Viborg, det vill säga Erkki Kaila (1925–1935), Yrjö Loimaranta (1935–1942) och Ilmari Salomies (1943–1944). Den sistnämnde fortsatte som biskop i S:t Michel till och med år 1951.

## Biskopar i Viborgs stift
- Erkki Kaila 1925–1935
- Yrjö Loimaranta 1935–1942
- Ilmari Salomies 1943–1945